# ARM Cortex-A32
L'ARM Cortex-A32 est une version très basse consommation du processeur d'architecture ARM 32 bits du jeu d'instructions ARMv8. C'est le seul cœur purement 32 bits comportant ce jeu d'instructions, les autres sont tous en 64 bits. Évolution du Cortex-A7, il comporte 100 nouvelles instructions spécifiques à ARMv8, en version 32 bits, et apporte des gains de performances par rapport à celui-ci, principalement dans les domaines du streaming et du chiffrement et à moindre mesure dans le calcul arithmétique flottant. Il consomme également moins que les autres ARMv8 comportant à la fois un cœur 64 bits, mais conservant la compatibilité 32 bits.
Au même moment est annoncé l'ARM Cortex-A35, qui fonctionne en 64 bits avec une compatibilité 32 bits.
En août 2019, l'ARM Cortex-A34 est annoncé, qui au contraire n'a plus du tout de compatibilité 32 bits, et ne gère que l'ARMv8 64 bits, c'est également le cas de l'ARM Cortex-A65 et A65AE.

## Spécifications
Il supporte :
- Fonctionnement SMP de 1 à 4 cœurs, utilise AMBA 4 ;
- Extension de chiffrement ;
- Compatibilité avec l'architecture ARMv7 AArch32 ;
- Gestion de la sécurité TrustZone ;
- SIMD NEON ;
- DSP ;
- unité arithmétique flottante VFPv4 ;
- Virtualisation ;
- Debug via CoreSight SoC-400.